# Partito Socialista Italiano (2007)
Der Partito Socialista Italiano (deutsch Sozialistische Partei Italiens, PSI) ist eine italienische sozialdemokratische Sammlungspartei, die sich im Oktober 2007 unter dem Namen Partito Socialista (PS) gründete.

## Geschichte

### Gründung alsPartito Socialista
Der von Enrico Boselli (SDI) ins Leben gerufenen und am 6. Oktober 2007 proklamierten Costituente Socialista (Sozialistischen Gründungsinitiative) schlossen sich mehrere gemäßigt linke Kleinparteien und Gruppierungen an:
- die Socialisti Democratici Italiani (SDI) unter Bosellis Vorsitz;
- eine Gruppe um Gianni De Michelis und Mauro Del Bue, die sich von der Nuovo PSI abgewandt hatten, da sie die Koalition mit Berlusconi nicht weiter mittragen wollten;
- I Socialisti um Vittorio („Bobo“) Craxi und Saverio Zavettieri, die im Streit mit De Michelis die Nuovo PSI bereits 2006 verlassen hatten. Da Zavettieri kurz vor Gründung jedoch die Unterschrift verweigerte, schlossen sich letztlich nur Craxi und Franco Simone der PS an;
- die Vereinigung Democrazia e Socialismo (Demokratie und Sozialismus) des Senators Gavino Angius und der Abgeordneten Valdo Spini, Franco Grillini, Fabio Baratella und Alberto Nigra, die sich von der Sinistra Democratica (SD) und davor von den Democratici di Sinistra (DS) abgespalten hat;
- die Costituente riformista (Reformistische Gründungsinitiative) von Carmelo Conte;
- die Gruppierung Socialismo è Libertà (Sozialismus ist Freiheit) von Rino Formica;
- die Costituente Laica Liberal Socialista (Laizistisch-Liberalsozialistische Gründungsinitiative) unter Führung von Lanfranco Turci, dem Vorsitzenden der nationalen Vereinigung für das Wahlbündnis Rosa nel Pugno;
- Luigi Angeletti, der Vorsitzende der Gewerkschaft Unione Italiana del Lavoro (UIL), gemeinsam mit anderen Gewerkschaftsvertretern;
- Abtrünnige aus anderen Parteien des Mitte-links-Lagers wie z. B. der Senator Roberto Barbieri (ehemals Mitglied der DS) und Cinzia Dato, (ehemals Mitglied der Margherita).

Als Teil des Mitte-links-Bündnisses L’Unione stellte der PS bis April 2008 einen Vizeminister (Ugo Intini) und 4 Staatssekretäre im zweiten Kabinett Prodi. Im italienischen Parlament war er bis zu den Parlamentswahlen 2008 mit 15 Abgeordneten und 3 Senatoren vertreten, während sich 3 Abgeordnete der Partei im Europäischen Parlament der Fraktion der Sozialdemokratischen Partei Europas (SPE) angeschlossen haben.
Bei den Parlamentswahlen am 13. und 14. April 2008 trat der PS, nach gescheiterten Verhandlungen mit dem Partito Democratico über eine Listenverbindung, als Einzelliste an und verfehlte den Einzug in beide Parlamentskammern: Bei den Abgeordnetenhauswahlen erzielte er nur knapp 1 % der Stimmen und bei den Senatswahlen 0,9 %. Enrico Boselli erklärte daraufhin seinen Rücktritt vom Parteivorsitz.
Am 16. März 2009 schloss sich der PS der neuen Listenverbindung Sinistra e Libertà für die Europawahl an.

### Umbenennung inPartito Socialista Italiano
Die Partei verstand sich von Anfang an in der Tradition des 1994 aufgelösten Partito Socialista Italiano (PSI), hatte jedoch zunächst einen Namen gewählt, mit dem sie sich stärker von der in die rechte Mitte gerückten Nuovo PSI abgrenzen konnte.
Am 7. Oktober 2009 beschloss die Partei jedoch, den traditionsreichen Namen Partito Socialista Italiano (PSI) anzunehmen und die Zeitung Avanti! als Onlinemagazin wiederaufleben zu lassen.
Bei den Parlamentswahlen 2013 schloss sich die Partei dem Mitte-Links-Wahlbündnis Italia. Bene Comune unter Führung des Partito Democratico an und war anschließend Teil der Regierungskoalition der Ministerpräsidenten Enrico Letta und Matteo Renzi.